# Chiredzi
Chiredzi – miasto w południowo−wschodnim Zimbabwe, leżące w prowincji Masvingo.
Chiredzi jest ważnym ośrodkiem przemysłu cukrowego, który jest podstawą gospodarki miasta. W mieście znajduje się też szpital, będący regionalnym centrum leczenia AIDS oraz misja katolicka. Największym pracodawcą w mieście jest przedsiębiorstwo cukrownicze Hippo Valley Estate. Miasto liczy 31 971 mieszkańców (2013).